# Compsoneura anoriensis
Compsoneura anoriensis là một loài thực vật có hoa trong họ Myristicaceae. Loài này được Janovec & A.K.Neill mô tả khoa học đầu tiên năm 2002.